# Hymenodictyon madagascaricum
Hymenodictyon madagascaricum là một loài thực vật có hoa trong họ Thiến thảo. Loài này được Baill. ex Razafim. & B.Bremer mô tả khoa học đầu tiên năm 2006.